# مجمع حضرة الإمام
مجمع حضرة الإمام ((بالأوزبكية: Hazrati Imom majmuasi)‏‎ ترجمة حرفية: حضرة إمام المجمسي) مجمع ديني في طشقند، أوزباكستان.

## حضرة الإمام
بني المجمع بالقرب من قبر إمام مدينة طشقند، وهو عالم وباحث في القرآن الكريم والحديث الشريف، وهو من أوائل الدعاة للإسلام في طشقند، وهو شاعر وحرفي إمام حضري (اسمه الكامل أبو بكر بن إسماعيل الكفال الشوشي). وبحسب المصادر التاريخية، فقد كان أيضًا معلمًا في صناعة الأقفال والمفاتيح، حيث حصل على لقب «كفال»، الذي يعني «قفل»، واتقن 72 لغة وترجم العهد القديم (التوراة) إلى اللغة العربية.

## تاريخ
في القرن السادس عشر، خلال فترة الشيبانيون، أصبحت طشقند المركز الثقافي والتجاري والحرفي المطور في ما وراء النهر. هذه الفترة، أعيد بناء ضريح كافال شاشي على أنقاض المبنى القديم، الذي كان آنذاك أحد الأضرحة الرئيسية في المدينة. في منتصف القرن السادس عشر، تألف المجمع من ضريح كافال شاشي ومدرسة برك خان (بُنيت في 1531-1532) اللتين اجتمعتا في مجمع واحد من ضريح سويونشوديا خان، الذي أقيم على قبر سويونشوديا خان - الحاكم الأول لطشقند من سلالة الأوزبكية الشيبانيون. والضريح الثاني بلا اسم. بَني لباراك خان، ولكن باراك خان دفن لاحقا في سمرقند. في عام 1579، بُني ضريح جديد للشيخ باباهودجي في المنطقة.

## مصحف الخليفة عثمان
بالإضافة إلى المباني، توجد مكتبة للمخطوطات الشرقية ومصحف الخليفة عثمان.
يحتوي المصحف على 353 ورقة رق كبيرة. في البداية كان المصحف في المدينة المنورة، ثم في دمشق وبغداد. نقل تيمورلنك النسخة من بغداد إلى سمرقند. في عام 1869، نُقل مصحف عثمان إلى سانت بطرسبرغ، حيث أثبتوا صحته. من هناك، نُقل إلى أوفا، وبعد ذلك نُقل إلى طشقند.
مصحف عثمان، المخزن في طشقند، هو المخطوطة الأصلية الوحيدة الباقية للقرآن. ويتضح ذلك من خلال شهادة صادرة عن منظمة اليونسكو الدولية في 28 أغسطس 2000.

## مباني المجمع
بُني مجمع حضرة الإمام في عام 2007. يتكون المجمع من المباني التالية:
| واجهة المعلم | فناء أو داخل المعلم التذكاري | وصف المعلم التذكاري |
|              |                              | مسجد حضرة الإمام. شُيد في عام 2007 بناء على مبادرة ومشروع رئيس جمهورية أوزبكستان إسلام كريموف. للمسجد قببتان ومئذنتان بارتفاع 53 مترًا. زُينت القباب الداخلية بصفائح ذهبية. يوجد عند مدخل المسجد إيوان مع عشرين عمودًا منحوتًا من خشب الصندل. صُممت فتحات النوافذ بطريقة تسمح لأشعة الشمس باختراق المسجد من شروق الشمس إلى غروبها. |
|              |                              | المدرسة الحديث الشريف (Muyi Muborak). أقيمت المدرسة في القرن السادس عشر. يتم الاحتفاظ بحديث النبي محمد في المدرسة التي حصل على اسمها. توجد في المدرسة مكتبة مكتب مسلمي أوزبكستان. تحتوي مجموعة المكتبة على مصحف عثمان، الذي يعود تاريخه إلى 644-648، بالإضافة إلى حوالي 20 ألف كتاب ومخطوط، وترجمة القرآن بأكثر من 30 لغة. وفقا لبعض المصادر، أعيد بناء مدرسة الحديث الشريف في 1856-1857. بمرسوم من خان ميرزا أحمد كوشبيجي . |
|              |                              | ضريح حضرة الإمام |
|              |                              | مدرسة براك خان. بني في 1531-1532. بناء على توجيهات من ألوغ بيك حفيد، ناروز أحمد خان، الملقب ب "باراك خان،" والتي تعني "محظوظ". يوجد داخل المدرسة ضريحان - ضريح سويونشوديا خان، الذي أقيم على قبر سويونشوديا خان - الحاكم الأول لطشقند من سلالة الأوزبكية الشيبانيون. والضريح الثاني بلا اسم. بَني لباراك خان، ولكن باراك خان دفن لاحقا في سمرقند. زينت أبواب حجرات مدرسة براخان بزخرفة مصنوعة منالفلزات العاجية وغير الحديدية. تعتبر المدرسة من أقدم المدارس في أوزبكستان، حيث بُنيت في القرن الخامس عشر، وتحولت إلى مركز توجيهيّ أساسيّ للمسلمين في آسيا الوسطي، وتضم المدرسة أحد أهم المكتبات المخصصة للمخطوطات في العالم، ويوجد بها أقدم وأندر النسخ من القرآن الكريم والكتب الإسلامية (20 ألف كتاب و3 آلاف مخطوطة نادرة). |
|              |                              | مسجد ناماجو بُني في 1845-1865، وقد كان مكانًا لصلاة الجمعة والأعياد في عهد عهد خودوير خان.في السبعينيات دُمر ونهب خلال الثورة. رُمّم في القرن العشرين ونُقل إلى مكتب مسلمي آسيا الوسطى وكازاخستان. في عام 1971، افتتح المعهد الإسلامي الذي سمي باسم الإمام البخاري على أراضي المسجد. |
|              |                              | ضريح حضرة الإمام (كفال شوشي). بني في القرن السادس عشر تكريما لحضرة الإمام (أبو بكر بن إسماعيل الكفال الشوشي). بُني الضريح أو القبر من الطوب القرميدي المحترق، والمزين بالمجوليكا، وله شكل مستطيل مع قبة زرقاء كبيرة في الأعلى. زينت نوافذ المبنى بجانشيفا بانجارا. القبر هو خانقاه ويتضمن حجرات ومسجد وقبر ومباني أخرى مصممة لتوفير المأو ى للدراويش في الصومعة. تشيلاهونا ملاصقة لكلا جانبي قبر كفال شوشي. في نفس المكان دفن أبناء حضرة الإمام وتلاميذه. ليس بعيدًا عن الضريح يوجد المنزل الذي عاش فيه خوجة أحرار فالي. يُقدس مسلمون في جميع أنحاء العالم قبر حضرة الإمام (أبو بكر بن إسماعيل الكفال الشوشي). |

يوجد بالقرب من الضريح بيت يعيش فيه سيد الصوفية، رجل الدولة، القديس خوجة أحرار فالي. بناء آخر من فرقة الإمام الحضري هو مسجد كاتدرائية تلة الشيخ، الذي تم بناؤه على نفقة أحد أغنى الناس في طشقند في القرن التاسع عشر - تلة الشيخ ويتكون من جزأين - محراب لراحة المصلين.
وتشمل مجموعة حضرة الإمام مبنى الإدارة الدينية لعموم مسلمي أوزبكستان. وفي نفس المبنى توجد لجنة الشؤون الدينية التابعة لمجلس وزراء جمهورية أوزبكستان.

## وصلات خارجية
- بالصور.. عبد الله بن زايد يزور جامع «حضرة الإمام» في أوزبكستان